# Mort de Mohamed Gabsi
L'affaire Mohamed Gabsi est une affaire criminelle française concernant la mort par asphyxie de Mohamed Gabsi, le 8 avril 2020 à Béziers (Hérault), après une violente interpellation par trois policiers municipaux.

## Biographie de la victime
Mohamed Gabsi est né vers 1987. Il est père de trois enfants.
De 2005 à 2020, il est condamné huit fois, pour des violences et des vols.

## Faits
Le 8 avril 2020, Mohamed Gabsi, 33 ans, est interpellé à Béziers à 22h20 pour non-respect du confinement,, après le couvre-feu instauré par la ville entre 21 heures et 5 heures. L'interpellation est filmée par plusieurs témoins, mais pas par le policier porteur d’une caméra-piéton, qui n'a pas été déclenchée. Selon des proches de l'enquête, Mohamed Gabsi délire, hurle et se débat . Il est menotté, longuement plaqué au sol sur le ventre, et transporté vers le commissariat de la police nationale toujours menotté, allongé, avec un des policiers assis sur son dos (ou sur ses fesses, selon leur version), ses collègues précisant qu'il n'y avait « pas d’autres solutions ». Le temps de trajet jusqu'au commissariat est étonnamment long, huit minutes alors que deux suffisent. Il est déjà mort à son arrivée au commissariat, les secours ne peuvent le réanimer. La version des policiers est contredite par les vidéos amateur consultées par les journalistes du Monde, et des témoins qui affirment que Mohamed Gabsi était inconscient avant même que le véhicule ne démarre,,.
Les effectifs de la police municipale biterroise ont été armés et doublés depuis 2014, année de l'élection de Robert Ménard.
Une marche en mémoire de la victime est organisée un an après le drame,. Une soirée d'information et d'hommage à Mohamed Gabsi est organisée à la Cimade de Béziers. Deux ans, puis trois ans après le drame, la famille reste mobilisée.

## Suites judiciaires
Une information judiciaire est ouverte pour « violences volontaires ayant entraîné la mort sans intention de la donner par personne dépositaire de l’autorité publique » et « non-assistance à personne en péril »,. La famille se porte partie civile.
Selon les conclusions de l'autopsie réalisée le 10 avril, rendues publique par la sœur de la victime, celui-ci est décédé par asphyxie, provoquée par les pratiques policières,. Ces constations contredisent la version des policiers. Le procureur de la République de Béziers demande une expertise toxicologique qui révèle « une prise exceptionnellement élevée de cocaïne » par la victime, et une analyse anatomopathologique du poumon.
Les trois policiers sont placés en garde a vue en décembre 2020. Celui qui s'est assis sur la victime est mis en examen et placé sous contrôle judiciaire avec interdiction d'exercer son métier de policier municipal ; les deux autres sont mis en examen pour violences volontaires et mis en examen du chef de non-assistance à personne en danger,,. Les avocats des trois municipaux portent plainte pour violation de l'instruction. Une expertise médicolégale datée du 9 novembre 2020 infirme les conclusions de l'autopsie.
En février 2021, la cour d'appel de la chambre d'instruction autorise les trois policiers municipaux à travailler de nouveau à Béziers, mais pas en tant que policiers,.
Les avocats des policiers portent plainte après la diffusion d'un documentaire dénonçant les méthodes musclées du Groupe de surveillance.

## Documentaires
- [vidéo] Complément d’enquête, « Police Municipale : les nouveaux mercenaires ? (extraits) », sur YouTube (consulté le 28 janvier 2023)[18]